# Амур-Нижньодніпровський район
Амур-Нижньодніпровський район (до 29 липня 2024 року — Амур-Нижньодніпровський, до 18 грудня 2024 року — Нижньодніпровський район) — адміністративний район міста Дніпра, на заході й  центрі Лівобережжя.

## Назва
Назва «Амур» походить від історичної назви місцевості. Це назва робітничого селища на заході від Мануйлівки.
Франкомовному бельгійському керівництву промисловості було важливим фактором закріплення французького слова la Amour (любе, улюблене) за робочим селищем Файнберга. Таке ставлення бельгійців до робітничого селища було обумовлено надприбутковими статками, що забезпечував їм завод з працьовитими робітниками – українцями, мешканцями Амуру.
Нижньодніпровськ -це назва залізничної станції збудованої в 1875 році (у 1875 - 1884 роках - Катеринослав), при якій виросло однойменне селище залізничників. Згодом Амур і Нижньодніпровськ були об'єднані в місто Амур-Нижньодніпровське, що дало назву району.

## Історія
За часів козаччини входила до Протовчанської паланки.
До 1918 року зрощені поселення Мануйлівки (козацьке займище Мануїла), Амура (відомо з 1875 року), станції Нижньодніпровськ, Барафа, Сахалина і Султанівки на лівому березі від Катеринослава в народі мала назву Задніпров'я. У вересні 1917 року утворився Задніпровський райком партії соціал-демократів. Постановою Тимчасового Уряду від 3 червня 1917 р. селища Амур та Нижньодніпровськ були об'єднані в місто Амур — Нижньодніпровск.
Перше засідання Президії ради міста Амур-Нижньодніпровська відбулося 25 січня 1918 року, яка наразі і вважається датою заснування Амур-Нижньодніпровського району. Першим головою Амур-Нижньодніпровської ради робочих і солдатських депутатів Катеринославської губернії у 1918 році був обраний робітник заводу «Шодуар» О. Савельєв. Згодом місто Нижньодніпровськ було приєднано до Катеринослава, утворивши у ньому Амур-Нижньодніпровський район.
У 1920 році Амур-Нижньодніпровський район був одним з 5 районів міста Катеринослав.
З АНД району родом відомі повстанці Григорій Епік, Іван Підгорний-Полин, Ілько Сова тощо. 

Задніпров'я у 1920-ті роки, адміністративно складав АНД район

У 1921 році Султанівка названа ім'ям катеринославського червоногвардійця Клочка Юрія Володимировича (1889—1918). 1922 року назву Барафа змінили на Воронцівка на честь місцевого революціонера Петра Опанасовича Воронцова (1893—1919), що загинув під Новомосковськом у бою з денікінцями.
Влітку 1942 року німецька окупаційна влада приєднала Амур-Нижньодніпровськ до Дніпропетровська під назвою район Дніпропетровськ-Схід (нім. Dniepropietrowsk-Ost).
По закінченню Другої світової війни села Кам'янка (вперше згадується 1596 року), Березанівка (відоме з 1757 року як село козака Березана) та Ломівка, що раніше входили до складу Єлизавето-Кам'янського району, увійшли до складу АНД.
1957 року вулиця Шосейна Мануйлівки перейменована в проспект Воронцова (у 2016 році перейменований на Мануйлівський проспект).
1969 року від району було відокремлено північну і східну частини для утворення Індустріального району.
29 липня 2024 року, в ході декомунізації та дерусифікації, Амур-Нижньодніпровський район перейменований в Нижньодніпровський район.
18 грудня 2024 року Дніпровська міська рада повернула Нижньодніпровському району назву Амур-Нижньодніпровський район.

## Населення

### Мова
Рідна мова населення за даними перепису 2001 року:
| Мова       | Чисельність, осіб | Доля     |
| ---------- | ----------------- | -------- |
| Українська | 84 283            | 52,64 %  |
| Російська  | 74 570            | 46,57 %  |
| Інше       | 1 270             | 0,79 %   |
| Разом:     | 160 123           | 100,00 % |

## Місцевості
Місцевості східної частини району
- Амур,
- Кирилівка
- Мануйлівка,
  - Нижньодніпровськ,
  - Бараф,
- Сахалин,
  - Сонячний,
- Султанівка,
- Калинівський,

Місцевості західної частини району
- Кам'янка,
  - Кам'янський (колишній —  мікрорайон «Фрунзенський-2»),
- Ломівка,
  - Ломівський (колишній —  мікрорайон «Фрунзенський-1»),
- Лівобережний (1-й та 2-й мікрорайони), — мікрорайон «Лівобережний-1» також називають «Березинка»,
- Боржом
- Березанівка.

## Головні вулиці
- Слобожанський проспект.
- Мануйлівський проспект.
- Калинова вулиця (у колишній Султанівці).
- Донецьке шосе (у Ломівці).
- Передова вулиця (у колишній Ломівці, Кам'янці й Березанівці — найдовша вулиця в Україні та Європі).
- Вітчизняна вулиця (за межею Амура й Ломівки, за Генеральним планом має стати важливим шосе з мостом на правий берег Дніпра).
- Вулиця Івана Нечуя-Левицького.
- Вулиця Любарського (названа на честь місцевого художника-ілюстратора) — головна вулиця Сахалина.
- Сонячна Набережна — набережна, головна вулиця житлового масиву «Сонячний».

## Будівлі
- Залишки Кам'янського редута
- Церква у Ломівці
- Старі корпуси заводу «КомІнМет»
- Палац культури заводу «КомІнМет»
- Міська лікарня № 9.

## Природні об'єкти
- Парк Сагайдак
- Парк Кирилівка з озером та струмком, який витікає з озера
- Річка Гнилокиш
- Річка Кам'янка
- Річка Шпакова з озерами Чередницьке і Шпакове
- залишки річки Кам'янка (притоки Шпакової), більшою частиною затопленої водами Дніпровського водосховища
- Протовчанські озера давньої річкової системи Протовчі, що було осередком козаків з давніх часів

## Підприємства
- Дніпровський вагоноремонтний завод
- Завод «Світлофор»
- Дніпровський металургійний завод «Комінмет» (утворений у 1922 році шляхом злиття заводів «Бехтольд», «Шодуар В», «Ланге»)
- Дніпровський завод прокатних вальців (колишній — машинобудівний завод «Сиріус»)
- ВАТ «Дніпроважпапірмаш» (колишній — завод Мангеля)

## Транспорт

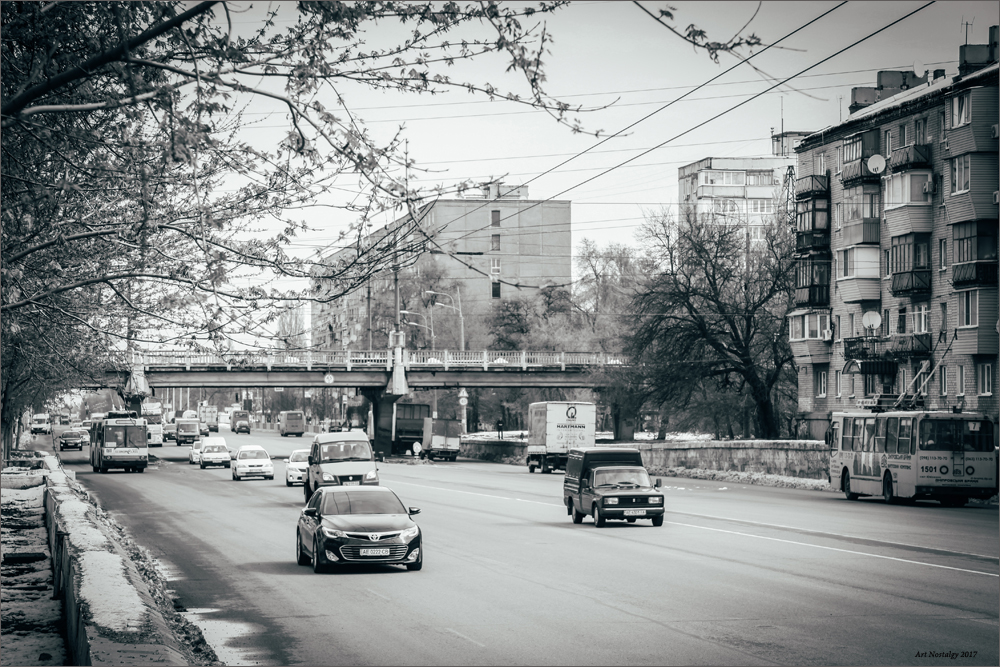
Слобожанський проспект біля тролейбусного віадуку

- Трамвайні маршрути  № 6 та 9 — до Мануйлівки, Нижньдніпровська та Сахалину зі Старомостовою площею;
- трамвайні маршрути № 18 та 19 — по Донецькому шосе через Ломівку, Кодацький міст й Новий Кодак до Старомостової площі;
- тролейбусний маршрут № 3 від Султанівки через Мануйлівку до Старомостової площі;
- тролейбусний маршрут № 7 по Слобожанському проспекту через Султанівку та Мануйлівку на правий берег в центр міста (Половицю);
- тролейбусні маршрути № 17, 18 та 20 з Лівобрежежного житлового масиву по вулиці Калиновій та Слобожанському проспекту в центр міста;
- приміські поїзди прямують через станцію Нижньодніпровськ до станцій Синельникове I, Запоріжжя I, Запоріжжя II, Чаплине, Павлоград I, Лозова, Новомосковськ-Дніпровський та Красноград;
- у перспективі передбачено будівництво другої лінії Дніпровського метрополітену під Слобожанським проспектом [10]